# ويلي إي غاري
ويلي إي جاري محامٍ أمريكي. 

## نشأته وتعليمه
ولد ويلي إدوارد غاري في 12 يوليو 1947، في إيستمان، جورجيا، لوالده تورنر، مزارع أمريكي، ولأمه ماري غاري.  انضم لـجامعة شو (Shaw) بمنحة كرة القدم وتخرج عام 1971.  حصل على درجة الدكتوراه في القانون من كلية الحقوق بجامعة نورث كارولينا المركزية . 

## مسيرته
في عام 1995، رفع ويلي غاري دعوى قضائية نيابة عن المسؤول عن دار الجنازات في ميسيسيبي جيريميا جوزيف أوكيف ضد رجل الأعمال الكندي ريموند لوين بعد أن نكث لوين باتفاقية تعاقدية مع أوكيف. فاز غاري بالقضية، حيث منحت هيئة المحلفين أوكيف 500 مليون دولار كتعويضات تأديبية. رغم تسوية القضية بعد ذلك مقابل 175 مليون دولار، إلا أن فوز غاري أدى في النهاية إلى استقالة لوين من شركته، والتي تم بيعها لاحقًا بعد تقديم طلب إفلاس إلى شركة منافسة، سيرفيس كوربوريشن انترناشونال.   شكلت قضية شركة لوين المأسوية أساس فيلم الدفن الذي صدر 2023 من بطولة جيمي فوكس وتومي لي جونز . 
في عام 2000، فاز غاري بحكم بقيمة 240 مليون دولار ضد شركة ديزني لسرقة مفهوم مجمع ESPN العالمي للرياضة. 
في عام 2019، ألغيت قضية بقيمة 23 مليار دولار فاز بها غاري ضد آر جيه رينولدز عند الاستئناف. تعزى القضية إلى وفاة مايكل جونسون من مقاطعة إسكامبيا بولاية فلوريدا عام 1996، الذي توفي بعد صراع مع مرض سرطان الرئة. 

## الجوائز والتكريمات
نال اعتراف الجمعية العمومية لولاية كارولينا الجنوبية بصفته أحد المحامين الأكثر احترامًا وإنجازًا في الولايات المتحدة. 
وفي عام 2019، حصل على جائزة روح التميز من نقابة المحامين الأمريكية قصر القيصر في لاس فيغاس . 